# Konrad von Megenberg
Konrad von Megenberg ou Mengelberg (en latin Conradus de Montepuellarum) est un ecclésiastique, canoniste, maître es arts  et commentateur d'Aristote allemand du Moyen Âge.
Né à Mäbenberg près de Nuremberg en 1309 , il est écolier à Erfurt, étudiant puis maître ès arts (magister artium) à la faculté des arts de Paris où il est régent de 1334 à 1342. En 1341 il devient chanoine de Ratisbonne. Il enseigne à Vienne (1342-1348) puis à Ratisbonne où il prêche, s'engage dans les affaires civile et siège au conseil de la ville. Il y meurt en 1374.
Konrad est l'un des auteurs allemands du XIVe siècle les plus prolifiques. Plusieurs de ses oeuvres sont perdues ou conservées dans de rares manuscrits. Son ouvrage le plus connu, parce qu'imprimé dès le XVIe siècle, est le Das Buch der Natur auquel il a travaillé à partir de 1349. Il s'agit d'un remaniement original en langue allemande du Liber de natura rerum du dominicain Thomas de Cantimpré (1201-1272), rédigé après 1228. 
C'est le premier ouvrage d'histoire naturelle, illustré de planches représentant des animaux, qui ait été imprimé en langue allemande.
En 8 chapitres, il rassemble les connaissances de son époque:
- la nature de l'homme ;
- le ciel, les sept planètes, l'astronomie et la météorologie ;
- la zoologie ;
- les arbres ordinaires et aromatiques ;
- les plantes et les légumes ;
- les pierres précieuses et semi-précieuses ;
- les 10 sortes de métaux ;
- les eaux et les rivières.

Cette organisation est typique de beaucoup d'encyclopédies médiévales dont dépend Konrad. 

## Quelques écrits
- Speculum felicitatis humane sive Monastica, avant 1348.
- Buch von den natürlichen Dingen (avant 1350).
- Oeconomica sive Yconomica, entre 1348 et 1352.
- Tractatus contra Occam.
- Causa terre motu.
- Vita Sancti Erhardi.
- Tractatus de limitibus pariochialibus in Ratisbona.